# Хён Чхоль Хэ
Хён Чхоль Хэ (13 августа 1934 — 19 мая 2022) — северокорейский военный и политический деятель, маршал Корейской народной армии.

## Биография
Был членом Политбюро ЦК Трудовой партии Кореи и Государственного комитета обороны КНДР, депутатом Верховного народного собрания КНДР, главой постоянного бюро Государственного комитета обороны и одним из заместителей председателя ЦК ТПК; в качестве главы постоянного бюро руководил практической деятельностью этого учреждения, а также отвечал за организацию визитов Ким Чен Ира в различные воинские части. Считался опытным в вопросах военного администрирования и логистики, был одним из ближайших советников Ким Ир Сена и Ким Чен Ира. В апреле 2012 года занял пост первого заместителя министра народных вооружённых сил, но был снят с него уже в мае 2013 года, а в 2016 году ушёл из политики.
Базовое военное образование получил в революционной школе Мангёндэ, где учились дети погибших во время Второй мировой войны партизан-героев, а также высокопоставленных северокорейских политиков и военных. Во время Корейской войны был личным телохранителем Ким Ир Сена, став его близким другом. Затем получил высшее военное образование в военной академии им. Николае Белческу в Румынии, после чего вернулся на родину и продолжил службу в качестве телохранителя лидера страны; в 1968 году был повышен в звании до генерал-майора и в июне 1970 года назначен заместителем руководителя четвёртого (политического) отдела в Министерстве народных вооружённых сил. В 1975 году был снят с этой должности и некоторое время возглавлял военное училище для подготовки офицеров тыла. В 1986 году получил звание генерал-лейтенанта и должность главы отдела снабжения Министерства народных вооружённых сил, которую занимал до 1995 года.
На XIX пленуме ЦК ТПК в декабре 1991 года был избран кандидатом в члены ЦК партии, в апреле 1992 года получил звание генерал-полковника; 8 декабря 1993 года на 21-м пленуме был избран полноправным членом ЦК. В июле 1994 года входил в состав комитета по подготовке похорон Ким Ир Сена. В сентябре 1995 года был вновь назначен на должность заместителя десятого (политического) отдела Министерства народных вооружённых сил, 8 октября того же года был повышен в звании до генерала народной армии. В 1998 году был впервые избран в Верховное народное собрание КНДР, успешно переизбирался в 2003 и 2009 годах; в парламенте входил в состав квалификационной и мандатной комиссий. По состоянию на июль 2000 года руководил политическими отделами Министерства народных вооружённых сил. В 2007 году был назначен главой постоянного бюро Государственного комитета обороны КНДР. Был одной из центральных фигур в военном руководстве страны, часто сопровождал Ким Чен Ира на публичных мероприятиях (в 2008 году — 32 раза) и во время государственных визитов (в частности, во время визита в Китай в 2010 году). В мае 2010 года вошёл в состав Государственного комитета обороны КНДР, в сентябре 2010 года избран в состав ЦК ТПК.
В апреле 2012 года был повышен в звании до вице-маршала и получил посты первого заместителя министра народных вооружённых сил (отвечал за организационную структуру армии) и руководителя отдела логистики в этом министерстве, 7 апреля вновь вошёл в состав Центральной военной комиссии и Государственного комитета обороны КНДР, а 13 апреля избран в состав Политбюро ЦК ТПК, где был четвёртым заместителем председателя. Однако уже 16 мая 2013 года отправлен в отставку с действительной военной службы состоянию здоровья. 13 марта 2014 года не был переизбран в парламент. 14 апреля 2016 года получил, несмотря на отставку, звание маршала КНА — предположительно в связи с кончиной маршала Ли Ыль Соля, но в мае 2016 года был выведен из состава ЦК ТПК и обеих военных комиссий и ушёл из политической жизни.
Умер 19 мая 2022 года от полиорганной недостаточности.